# سلفادور كابريرا
سلفادور كابريرا (بالإسبانية: Salvador Cabrera)‏ (21 أغسطس 1973 بمدينة مكسيكو في المكسيك - ) هو لاعب كرة قدم مكسيكي في مركز الدفاع. شارك مع منتخب المكسيك لكرة القدم. أما مع النوادي، فقد لعب مع أتلانتي إف سي ونادي بويبلا ونادي نيكاكسا وأتلاتيكو إيرابواتو.

## وصلات خارجية
- سلفادور كابريرا على موقع الاتحاد الدولي (مؤرشف)  (الإنجليزية)
- سلفادور كابريرا على موقع قاعدة بيانات كرة القدم.إي يو (الإنجليزية)
- سلفادور كابريرا على موقع ناشيونال فوتبول تيمز (الإنجليزية)